# .bo
.bo is het topleveldomein van Bolivia en wordt beheerd door BolNet. Het werd geïntroduceerd in 1991.

## Gebruik
- com.bo - Commerciële instellingen
- net.bo - Providers van netwerken (bijvoorbeeld internet)
- org.bo - Organisaties
- tv.bo - TV en media-organisaties
- mil.bo - Militair
- int.bo - Internationale organisaties
- gob.bo - Regering
- gov.bo - Regeringsinstituten
- edu.bo - Educatie